# Роско (Нью-Йорк)
Роско (англ. Roscoe) — переписна місцевість (CDP) в США, в окрузі Салліван штату Нью-Йорк. Населення — 497 осіб (2020).

## Географія
Роско розташоване за координатами 41°56′2″ пн. ш. 74°54′58″ зх. д. / 41.93389° пн. ш. 74.91611° зх. д. (41.933791, -74.916099).  За даними Бюро перепису населення США в 2010 році переписна місцевість мала площу 1,86 км², з яких 1,86 км² — суходіл та 0,00 км² — водойми.

## Демографія
Згідно з переписом 2010 року, у переписній місцевості мешкала 541 особа в 249 домогосподарствах у складі 152 родин. Густота населення становила 290 осіб/км².  Було 335 помешкань (180/км²).
Расовий склад населення:
| - 95,0 % — білих - 1,5 % — чорних або афроамериканців - 1,3 % — азіатів - 1,7 % — осіб інших рас |

До двох чи більше рас належало 0,6 %. Частка іспаномовних становила 5,2 % від усіх жителів.
За віковим діапазоном населення розподілялося таким чином: 18,9 % — особи молодші 18 років, 58,4 % — особи у віці 18—64 років, 22,7 % — особи у віці 65 років та старші. Медіана віку мешканця становила 47,9 року. На 100 осіб жіночої статі у переписній місцевості припадало 88,5 чоловіків;  на 100 жінок у віці від 18 років та старших — 84,5 чоловіків також старших 18 років.
Середній дохід на одне домашнє господарство  становив 70 197 доларів США (медіана — 48 438), а середній дохід на одну сім'ю — 106 131 долар (медіана — 68 017). Медіана доходів становила 51 313 долари для чоловіків та 50 132 долари для жінок. За межею бідності перебувало 9,8 % осіб, у тому числі 7,7 % дітей у віці до 18 років та 8,0 % осіб у віці 65 років та старших.
Цивільне працевлаштоване населення становило 262 особи. Основні галузі зайнятості: освіта, охорона здоров'я та соціальна допомога — 41,2 %, мистецтво, розваги та відпочинок — 15,3 %, виробництво — 14,1 %.